# Caribbean Blue
Caribbean Blue – piosenka i pierwszy singel irlandzkiej wokalistki i kompozytorki Enyi, z trzeciego albumu studyjnego Shepherd Moons, wydany nakładem Warner Music w 1991 r.

## Historia nagrania
Utwór nagrywany był w trakcie sesji nagraniowej albumu Shepherd Moons, jego melodia powstała przed słowami. Pomysłodawcą tytułu była tekściarka Enyi, Roma Ryan. Jak wspomina Enya:
```
«Jak zwykle, tytuł „Caribbean Blue” wymyśliła Roma, 
mówi Enya
. Zaaranżowana przez nas [Rickiego Ryana – producenta i mnie – przyp.] melodia przywiodła jej wpierw na myśl Karaiby, następnie pomyślała, jak różna to podróż od wszystkich innych. To coś jak w „
Orinoco
”, które zabiera cię na przejażdżkę w świat marzeń sennych. Tak odczuła muzykę i w oparciu o te odczucia napisała tekst o wycieczce do pięknego, fantastycznego świata»
[
2
]
.
```

## Teledysk
Teledysk w reżyserii Michaela Geoghegana powstał w oparciu o obrazy amerykańskiego malarza Maxfielda Parrisha. Tak jak w przypadku poprzedniego teledysku Enyi, „Orinoco Flow”, uzyskano w postprodukcji efekt pastelowych, ruchomych barw.

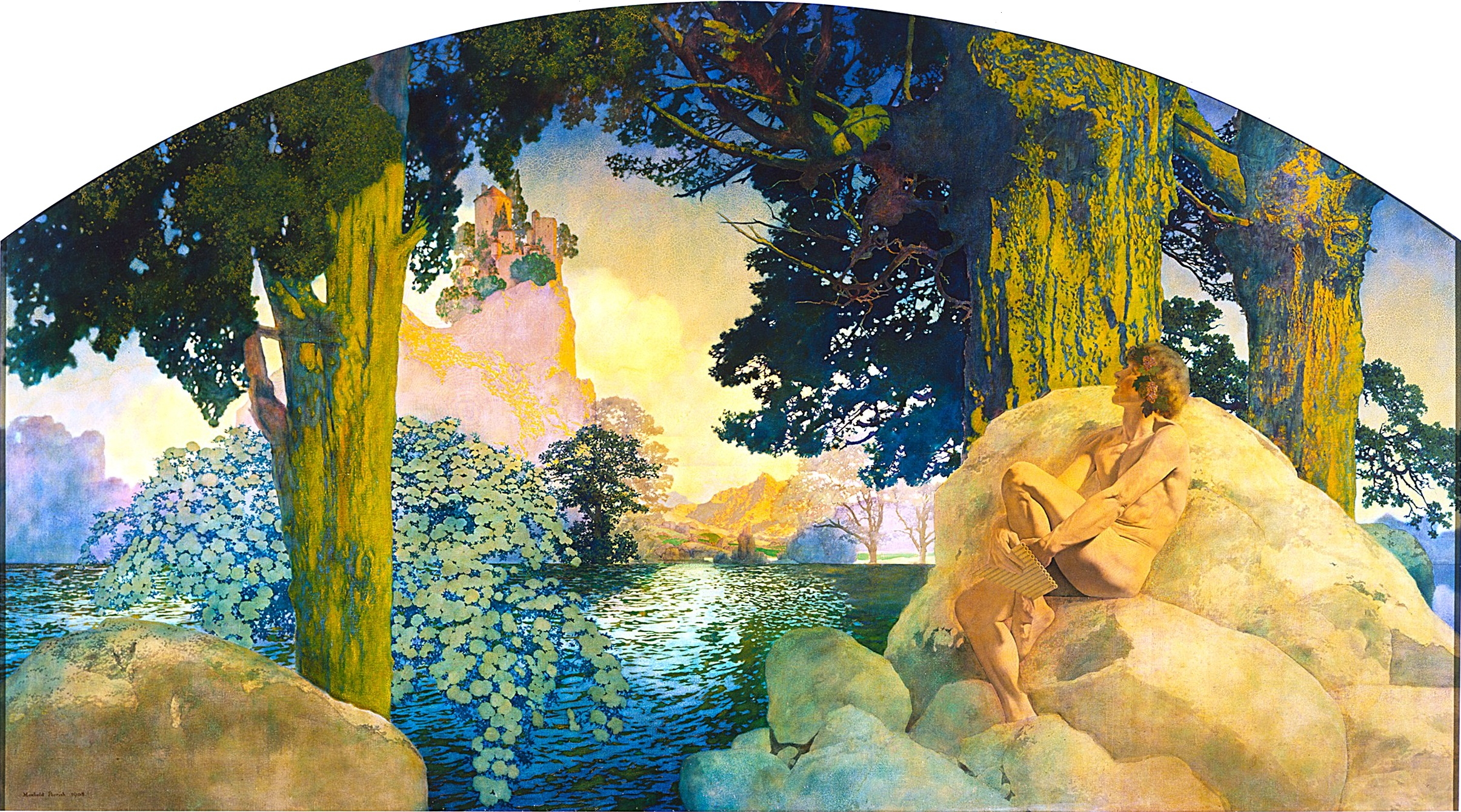
Malarstwo amerykańskiego malarza Maxfielda Parrisha posłużyło za inspirację do teledysku „Caribbean Blue” w reżyserii Michaela Geoghegana.

Teledysk, wraz z innymi teledyskami Enyi znalazł się na kilku wydawnictwach video: Moonshadows (z 1992), Enya: The Video Collection (z 2001) oraz na dołączonej do kompilacji The Very Best of Enya płyty DVD (2009). Obok teledysku powstał również film z kulis produkcji, załączony do wyżej wymienionych wydawnictw.

## Dostępne wydania
Singel wydano na małej płycie winylowej (SP), maxi singlu na winylu i CD oraz na kasecie magnetofonowej (single cassette).
| Wydanie standardowe: winyl 7 cali (DE-FR-UK), kaseta magnetofonowa (AUS-UK), Mini-CD (JP) | Wydanie standardowe: winyl 7 cali (DE-FR-UK), kaseta magnetofonowa (AUS-UK), Mini-CD (JP) | Wydanie standardowe: winyl 7 cali (DE-FR-UK), kaseta magnetofonowa (AUS-UK), Mini-CD (JP) |
| Nr                                                                                        | Tytuł utworu                                                                              | Długość                                                                                   |
| ----------------------------------------------------------------------------------------- | ----------------------------------------------------------------------------------------- | ----------------------------------------------------------------------------------------- |
| 1.                                                                                        | „Caribbean Blue(Edit)” (Enya-Roma Ryan)                                                   | 3:40                                                                                      |
| 2.                                                                                        | „Orinoco Flow (Edit)” (Enya-Roma Ryan)                                                    | 3:46                                                                                      |
|                                                                                           |                                                                                           | 7:26                                                                                      |

| Maxi winyl (DE), Maxi CD (DE-UK) | Maxi winyl (DE), Maxi CD (DE-UK)        | Maxi winyl (DE), Maxi CD (DE-UK) |
| Nr                               | Tytuł utworu                            | Długość                          |
| -------------------------------- | --------------------------------------- | -------------------------------- |
| 1.                               | „Caribbean Blue(Edit)” (Enya-Roma Ryan) | 3:40                             |
| 2.                               | „Orinoco Flow (Edit)” (Enya-Roma Ryan)  | 3:46                             |
| 3.                               | „Angels” (Enya-Roma Ryan)               | 4:01                             |
|                                  |                                         | 11:27                            |

| Maxi CD Deluxe (UK) | Maxi CD Deluxe (UK)                     | Maxi CD Deluxe (UK) |
| Nr                  | Tytuł utworu                            | Długość             |
| ------------------- | --------------------------------------- | ------------------- |
| 1.                  | „Caribbean Blue(Edit)” (Enya-Roma Ryan) | 3:40                |
| 2.                  | „Orinoco Flow (Edit)” (Enya-Roma Ryan)  | 3:46                |
| 3.                  | „As Baile” (Enya)                       | 4:03                |
| 4.                  | „Oriel Window” (Enya)                   | 2:22                |
|                     |                                         | 13:51               |

| Wydanie amerykańskie: CD Single i kaseta magnetofonowa | Wydanie amerykańskie: CD Single i kaseta magnetofonowa | Wydanie amerykańskie: CD Single i kaseta magnetofonowa |
| Nr                                                     | Tytuł utworu                                           | Długość                                                |
| ------------------------------------------------------ | ------------------------------------------------------ | ------------------------------------------------------ |
| 1.                                                     | „Caribbean Blue” (Enya-Roma Ryan)                      | 3:58                                                   |
| 2.                                                     | „Orinoco Flow” (Enya-Roma Ryan)                        | 4:26                                                   |
|                                                        |                                                        | 8:24                                                   |

## Promocja
Poniższa tabela przedstawia listę znanych wystąpień telewizyjnych, w trakcie których Enya wykonała utwór „Caribbean Blue”:
| Nazwa emisji    | Państwo         | Data                 | Typ wykonania |
| --------------- | --------------- | -------------------- | ------------- |
| Top of the Pops | Wielka Brytania | 17 października 1991 | Playback      |
| VIP Noche       | Hiszpania       | 1991                 | Playback      |
| Rockopop        | Hiszpania       | 1991                 | Playback      |

## Certyfikaty i sprzedaż
| Kraj                  | Certyfikat    | Sprzedaż |
| --------------------- | ------------- | -------- |
| Wielka Brytania (BPI) | srebrna płyta | 200 000+ |